# لوسي بيكون
لوسي بيكون (بالإنجليزية: Lucy Bacon)‏ هي رسامة أمريكية، ولدت في 30 يوليو 1857 في Pitcairn Island ‏ في المملكة المتحدة، وتوفيت في 17 أكتوبر 1932 في سان فرانسيسكو في الولايات المتحدة.

## معرض صور

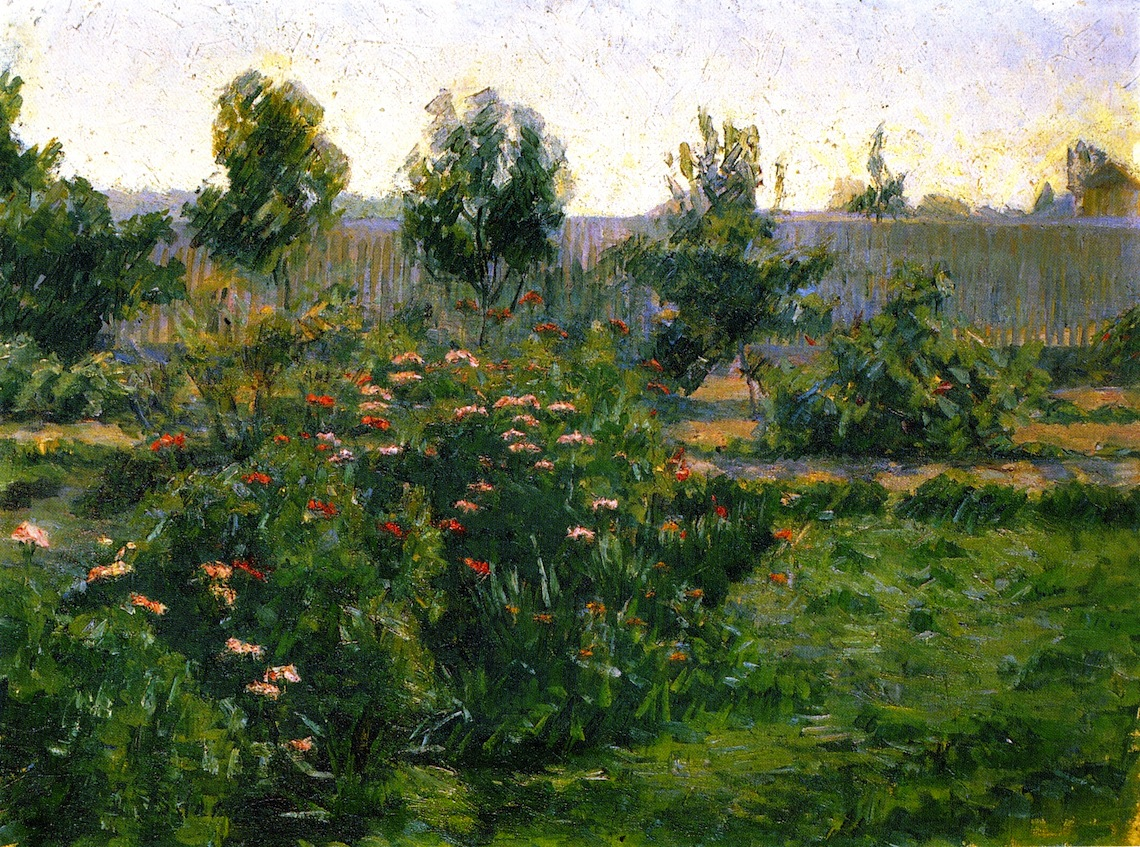
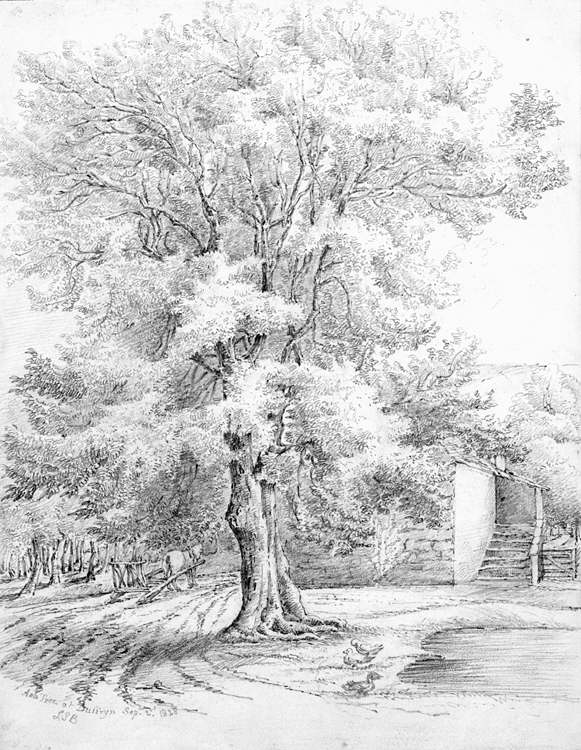
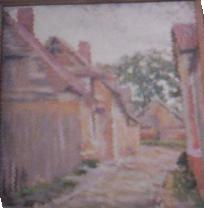